# NTC aréna
NTC aréna, od roku 2024 oficiálně Peugeot aréna, je víceúčelová aréna se zatahovací střechou ve slovenské metropoli Bratislavě. Dřívějšími názvy byly Sibamac Arena, Aegon aréna a AXA aréna NTC (2019–2023).

## Charakteristika
K otevření arény došlo 19. září 2003. Kapacita je závislá na typu pořádané události. Pro tenisové zápasy činí 4 000 míst, na koncerty pak 6 076 diváků. Provozují se v ní také squash, badminton či fitness. Slovenský daviscupový a fedcupový tým v hale hraje mezistátní utkání. Náklady na výstavbu činily přibližně 20 milionů eur.
Stadion je součástí Národního tenisového centra. Stal se dějištěm finále Davisova poháru 2005, v němž Slovensko na tvrdém povrchu podlehlo Chorvatsku těsně 2:3 na zápasy. Probíhá zde také challenger Slovak Open. Aréna se stala místem pořádání kulturních událostí, včetně koncertů Joe Cockera, Marilyna Mansona, Deep Purple a Rihanny.

## Galerie

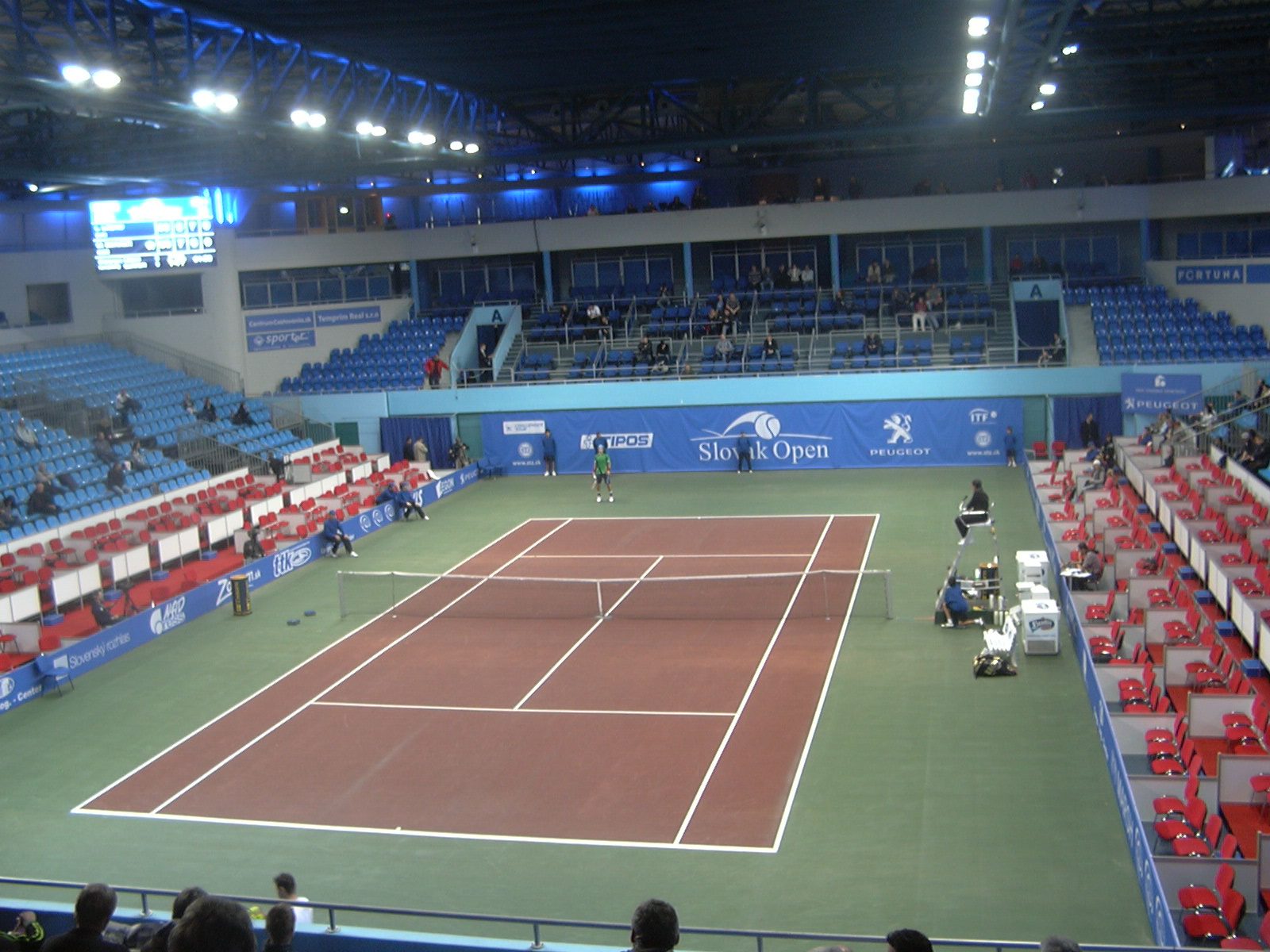
Tenisový dvorec
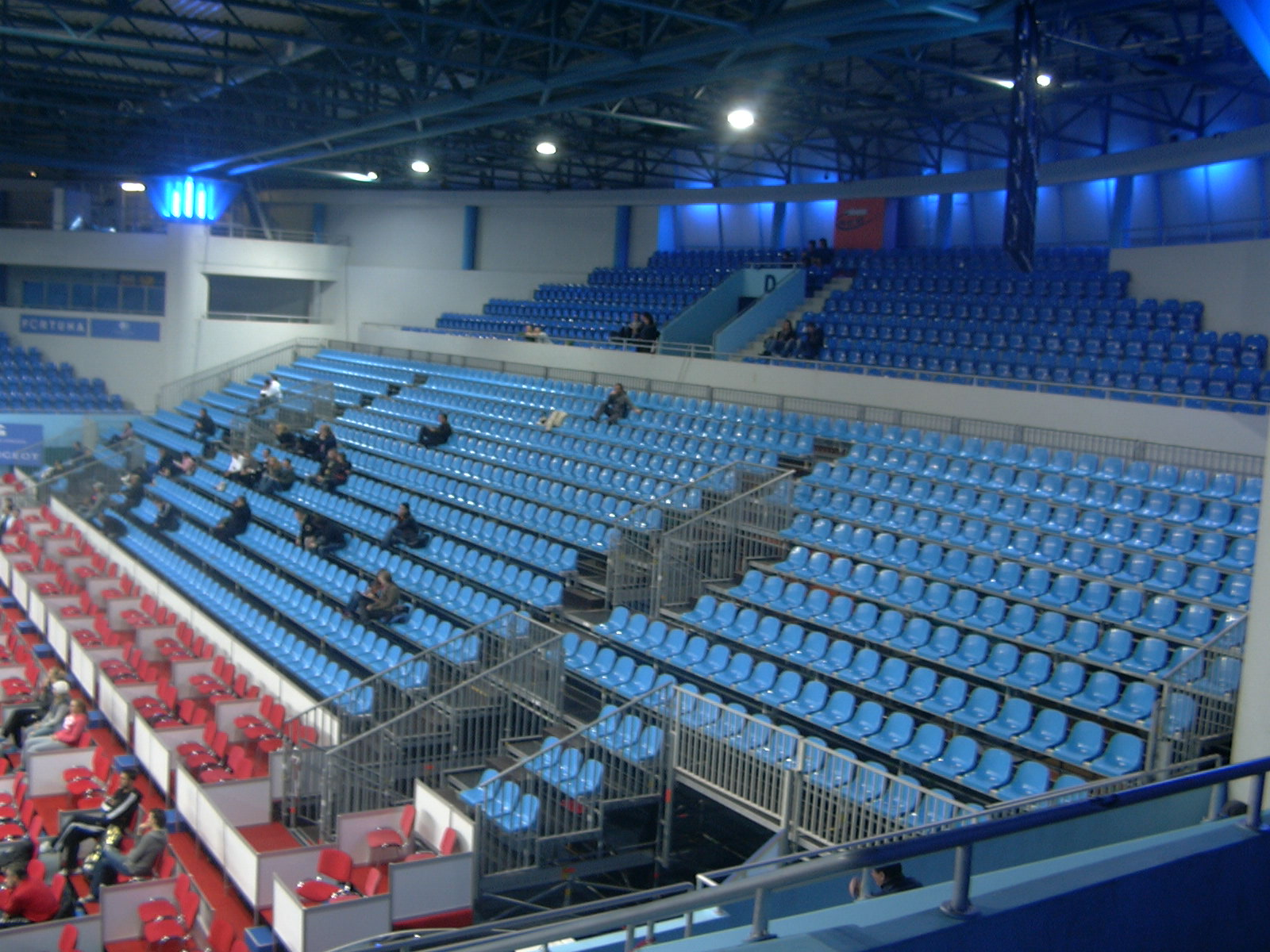
Tribuna